# サーモン級潜水艦
サーモン級潜水艦（サーモンきゅうせんすいかん Salmon class submarine）は、アメリカ海軍の潜水艦の艦級。ポーパス級の拡大型といえる艦級で、本級を改良してサーゴ級が建造された。

## 概要
アメリカ海軍の潜水艦は前級のポーパス級の就役により、多少の不具合があるもののひとまず雛形が出来上がった。1936年度の予算でP-3型同様6隻が整備されることとなり、その機会に運用サイドからの要求を採用する形で、P-3型をベースに魚雷発射管および予備浮力等の増加が図られることとなり、その結果、排水量がベースのP-3型より若干増加する形となった。
また、建造に際しては全面的に全溶接方式が採用されることとなった。ただし、機関に関しては前級から採用されているディーゼル電気推進方式に対応する適当なモーターが依然完成されていなかったこともあり、折衷策としてブースターを取り付ける複合型機関が取り入れられた。
攻撃面では、前級では諸般事情から見送られた艦尾の魚雷発射管が2門から4門に増強され、魚雷搭載数も24本と増加した。また、従来では専用の発射管を用いていた機雷敷設を、魚雷発射管から出来る様に改善された（その場合の機雷搭載数は40個）。前述のように機関は折衷型となったものの、それでも水上での最大速力が20ノットを超えるようになり、艦隊型潜水艦としては概ね海軍サイドの要求を満たす潜水艦となった。
また、電池も改善され、水中での最大航続時間も増加した。ただ、機関が複雑な機構となったことで保守に手間取ったり、電池も100％納得できる物とはいい難い物であり、総体的にはカタログ値どおりの性能を発揮し切れなかった。このうち電池に関しては、次年度に建造予定の潜水艦（サーゴ級潜水艦）で、以後のアメリカ潜水艦のスタンダードとなる画期的な電池が採用されることとなる。とは言うものの、前級の雛形をベースに一層の進歩を遂げた形式となった。
サーモン級の名称は、資料によっては頭文字が「S」で始まることと、すでに就役していたS級潜水艦との混同を避ける意味で、サーゴ級も合わせて「新S級潜水艦」、あるいはサーモン級を「新S級潜水艦第1グループ」と呼称することもある。

## 改装と戦歴
サーモン級でもポーパス級と同様、外装の発射管を装備することが検討され、太平洋戦争開戦後にその準備に着手したものの、前級での評判と実績が芳しくなかったことから、すでに竣工していた「スティングレイ」以外の艦には工事は実施されなかった。その他、艦橋構造の凸型化改装やレーダー搭載が順次実施されたことも、備砲の大型化など重火器の搭載の見送りも前級とほぼ同一である。備砲に関しては4インチ50口径砲に換装した艦もいる。
太平洋戦争開戦後は、アメリカ潜水艦隊の中核として広く活動した。しかし、ポーパス級同様、ガトー級やバラオ級の各艦が大量に戦線に投入されるに及んで、サーモン級も次第に練習艦などに転用されていった。1944年10月30日に都井岬沖で「第二十二号海防艦」と浮上砲戦の末大破したネームシップの「サーモン」も含め戦没艦は皆無であり、同年暮れまでには全艦第一線から退いている。
なお、詳細な戦歴は各艦の項を参照されたい。